# أوتيبو
بلدية أوتيبو (بالإسبانية: Utebo) هي بلدية تقع في مقاطعة سرقسطة التابعة لمنطقة أراغون شمال شرق إسبانيا.

## الديموغرافيا
بلغ عدد سكان بلدية أوتيبو 18.204 نسمة عام 2011 (وفقاً للمعهد الوطني الإسباني للإحصاء).
| 9.075 | 9.758 | 12.100 | 14.037 | 15.912 | 17.677 | 18.204 |